# San Casimiro de Güiripa
Pour les articles homonymes, voir San Casimiro (homonymie) et Guiripa.
San Casimiro de Güiripa est une localité du Venezuela, capitale de la paroisse civile de San Casimiro et chef-lieu de la municipalité de San Casimiro dans l'État d'Aragua.

## Personnalités liées
- Rosalío José Castillo Lara (1922-2007) : cardinal vénézuélien natif de la localité.